# Pythonaster
Genre
Pythonaster est un genre d'étoiles de mer de la famille des Myxasteridae.

## Description et caractéristiques
Ce sont des étoiles abyssales, vivant généralement à plus de 1 000 m de profondeur, et sans doute beaucoup plus. Pour ces raisons, elles sont encore très peu connues et considérées comme rares. On en connaît à peine une dizaine d'exemplaires à l'échelle mondiale.

## Liste des genres
Selon World Register of Marine Species (30 mai 2014) :
- Pythonaster atlantidis A.H. Clark, 1948
- Pythonaster murrayi Sladen, 1889
- Pythonaster pacificus Downey, 1979

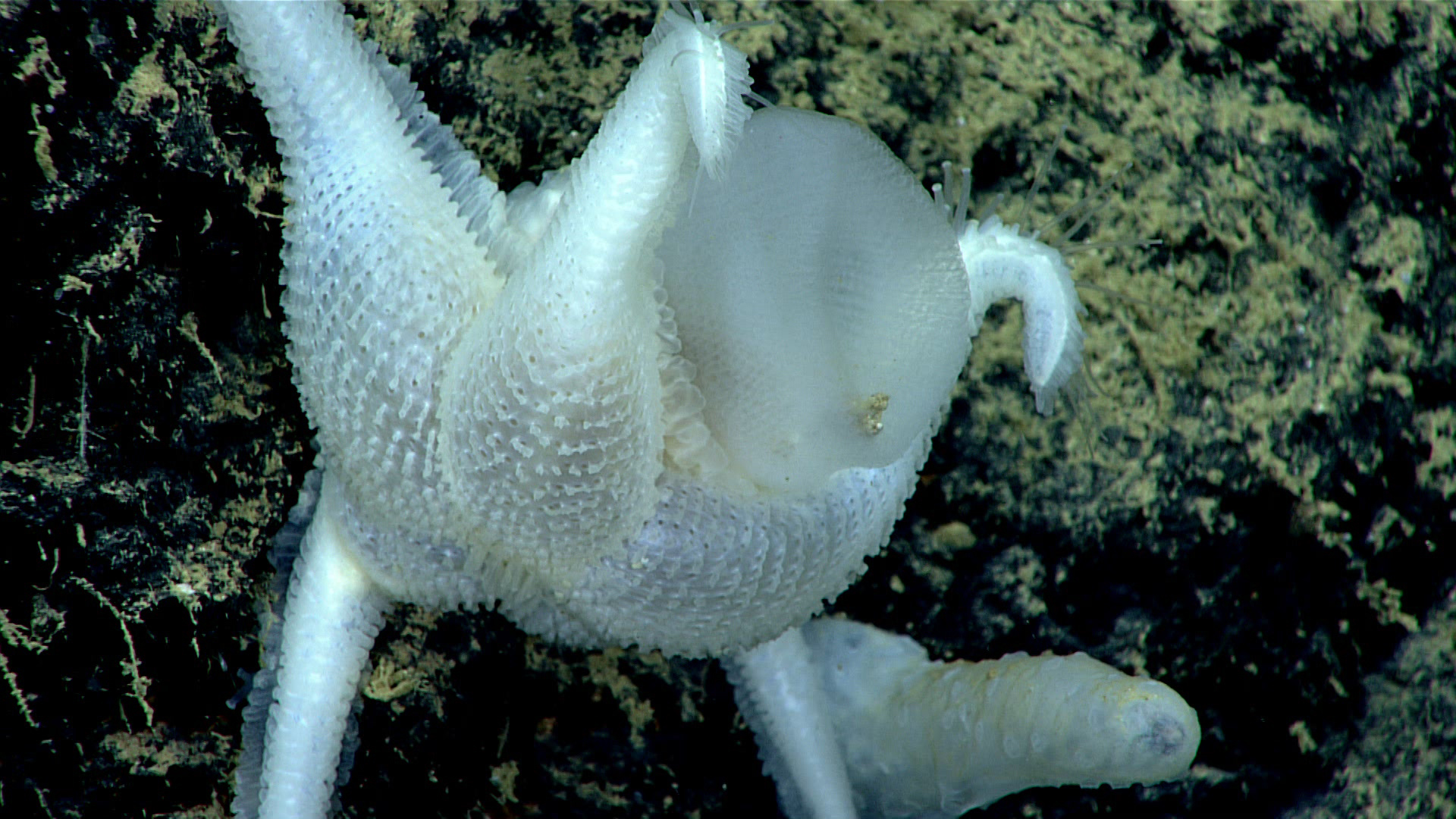
Pythonaster atlantidis observée dans les abysses au large des Caraïbes.

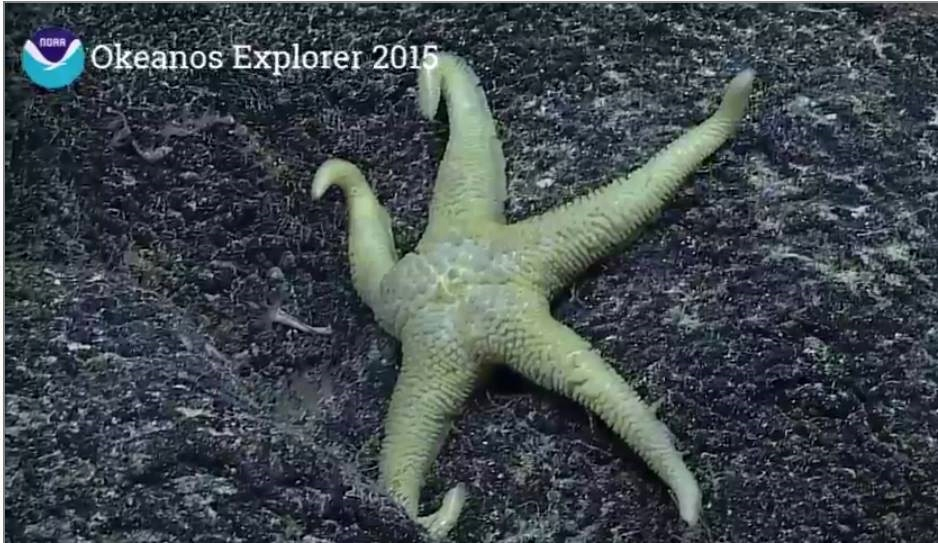
Pythonaster sp. observée dans les abysses au large de Hawaï.